# 三笠ビル商店街

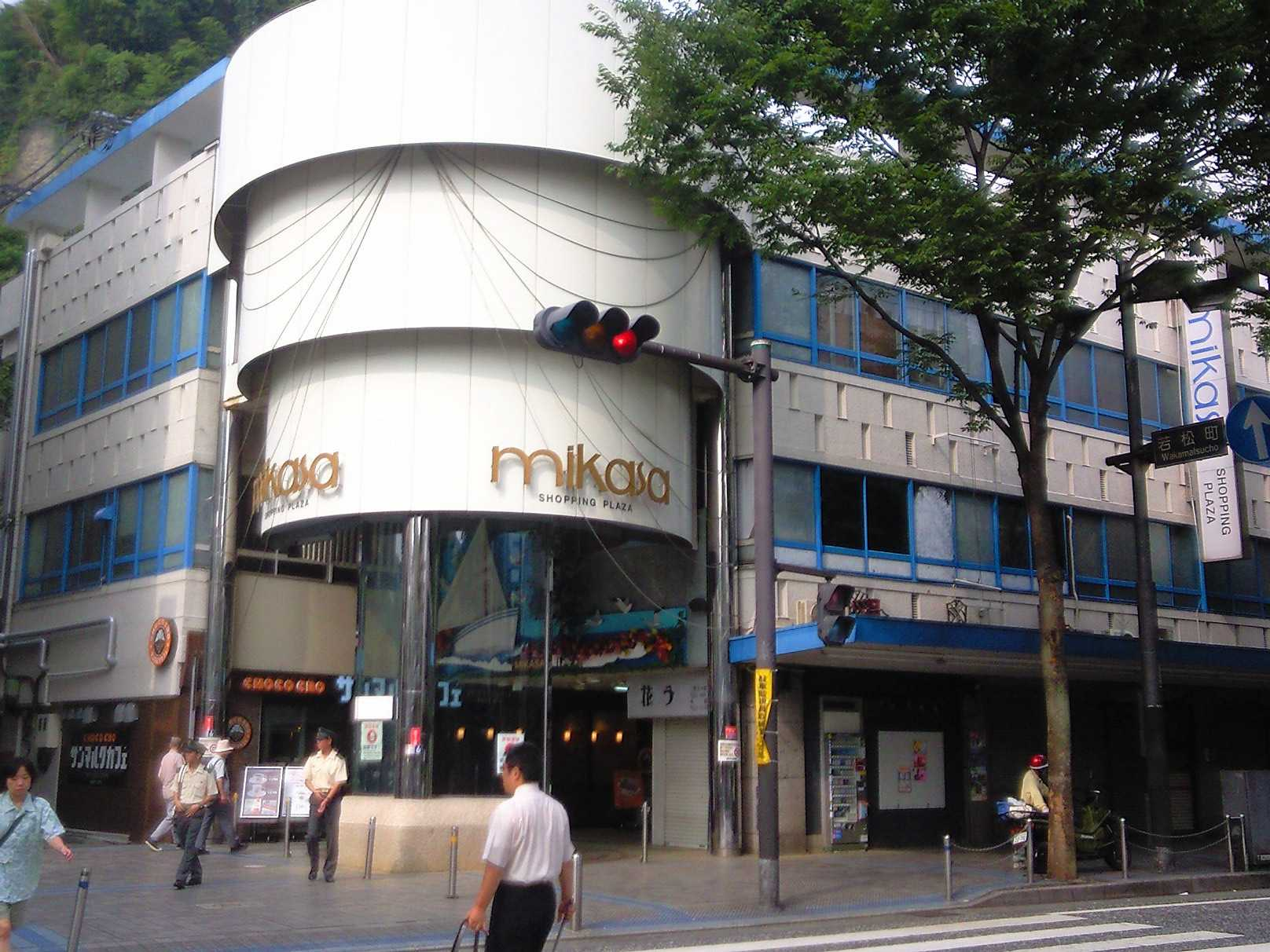
三笠ビル商店街

三笠ビル商店街（みかさびるしょうてんがい）とは、神奈川県横須賀市大滝町にある商店街共同ビルである。
名称は三笠 (戦艦)に由来する。名付け親は加藤寛治。

## 概要
全長180m程で4階建ての細長い三笠ビルに各店舗等が入居し商店街を形成している。三笠通りと呼ばれることもあるがその場合は主に三笠ビルの一階部分、全長約180mの通路の事を指す。三崎街道沿いに連なる大滝町商店街に隣接している。
明治時代末期に大滝町商店街の一部として誕生。1959年現在の三笠ビルが完成する。
ビルの1階と2階に商業施設が集中している。横須賀中央駅から程近く横須賀市の中心市街地に位置するため人通りが多くイベント等の開催地となることも多い。またビルの中なので雨風に吹かれることもなく空調設備もあるため気軽に買い物ができるなど利便が図られている。
基地の町と言う事もあって、ミリタリーショップや米兵向けの不動産屋などが目立つ。

## 主な施設
- FM・ブルー湘南本社、サテライトスタジオ
- ヤジマレコード
- 日本マクドナルド三笠通り店
- ドトールコーヒーショップ横須賀中央店
- ブックオフ横須賀中央店

## 周辺施設・アクセス
- 京急本線横須賀中央駅・汐入駅（横須賀中央駅からは徒歩5分ほど。汐入駅からは徒歩10分ほど。）
- 三笠公園
- どぶ板通り
- さいか屋横須賀店
- 西友横須賀店
- 横須賀市役所
- 豊岡稲荷